# دانييل شارب
دانييل كريستي شارب (بالإنجليزية: Danielle Kristie Sharp)‏ هي عارضة أزياء إنجليزية ولدت في يوم 21 أغسطس 1992 في مدينة غريمسبي في إنجلترا، بدأت عملها في سنة 2011 وأكملت دراستها في الموضة في جامعة سنترال لانكشير في برستون في سنة 2013، بدأت صورها تظهر في المجلات وصنفت ضمن أكثر 100 مرأة مثيرة في مجلة إف إتش إم في سنة 2015.